# Borís Zàitsev
Borís Zàitsev (rus: Борис Константинович Зайцев)  (Oriol, 29 de gener de 1881 (Julià) - 15è districte de París, 28 de gener de 1972), nom complet amb patronímic Borís Konstantínovitx Zàitsev, transcripció francesa Boris Konstantinovitch Zaïtsev, fou un escriptor, novel·lista, contista, dramaturg i traductor rus i una de les últimes figures importants de l'Edat de Plata. Va marxar definitivament de Rússia el 1922 i es va instal·lar a França des del 1923. L'obra de Zàitsev continua la tradició de Turguénev i Txékhov per la seva percepció religiosa del món, per la seva falta d'interès en la carrera per la prosperitat material i la vida ben ordenada. També és sovint comparat amb un altre escriptor exiliat rus a França, Ivan Bunin, pel seu agut sentit de la bellesa. No obstant això, la seva malenconia i la seva delicada tendresa l'allunyen del pessimisme de Bunin.

## Biografia

### Infància i adolescència
El seu pare, Konstantín Nikolàivitx Zàitsev, un talentós enginyer miner, procedent de la noblesa de la gubèrnia de Simbirsk (actualment Uliànovsk), era el gerent del negoci del mineral al districte de Jizdrinski de la gubèrnia de Kaluga; posteriorment es va convertir en director de la fàbrica moscovita de l'empresa "Gujon"
La seva infantesa va passar al poble d'Usti (actual raion de Duminitxki de l'óblast de Kaluga). La seva primera educació estigué a càrrec de les seves institutrius. A Kaluga va estudiar al gimnàs clàssic (1892-1894), que no va acabar, i va continuar els seus estudis a l'Escola Real de Kaluga (1894-1898). Va ingressar al departament químic de l'Escola Tècnica de Moscou, però el 1899 va ser expulsat per participar en disturbis estudiantils). Va estudiar a l'Institut de Mineria de Sant Petersburg (1899-1900), on tampoc no es va graduar. El 1902 va aprovar un examen extern en llengües antigues al sisè gimnàs de Moscou) i va ingressar a la Facultat de Dret de la Universitat de Moscou, on va estudiar fins al 1906, sense acabar, emperò, els seus estudis.

### Debut literari
Comença a escriure als 17 anys. A la tardor del 1900 coneix a Anton Txékhov a Ialta. A la primavera següent, li envia el manuscrit de la novel·la "Una història poc interessant", rus: Неинтересная история Neinterésnaia istória, així com a Vladímir Korolenko. També es troba amb Leonid Andréiev, que l'ajuda a entrar al món literari introduint-lo al cercle literari « Dimecres » (rus: Среда Sreda), dirigit per Nikolai Teleixov.
El juliol del 1901, fa el seu debut literari amb el conte "Al camí", rus: В дороге V dorogue (amb un error en les inicials de l'autor - P. Zàitsev), publicat al diari "Kurier", rus: Курьер, el departament literària del qual estava encapçalat per Andréiev. El 1902 o el 1903, es va trobar amb Ivan Bunin, amb qui va mantenir, durant molts anys, relacions d'amistat.
Viu a Moscou, però visita sovint Sant Petersburg. És membre del cercle artístic i literari de la ciutat (1902), participa en la publicació de la revista « Zori » rus: Зори ("Crepuscles) durant diversos mesos del 1906. L'any següent esdevé membre de ple dret de la «Societat dels amants de la literatura russa» rus: Общество любителей российской словесности Óbsxestvo liubítelei rossískoi slovésnosti i de la Societat de publicacions literàries periòdiques.també membre de les publicacions periòdiques.
En 1904 viatja a Itàlia. Posteriorment, des del 1907 fins al 1911, va fer d'Itàlia la seva segona pàtrioa. Això li inspira, més tard, un llibre (Italia, 1923) i li dona un teló de fons per a moltes de les seves històries, incloent Rafael (1924).

### Períodes de guerra i de revolució
Durant la Primera Guerra Mundial, viu amb la seva dona i la seva filla, Nathalia, al poble de Pritikin. Després d'entrar a l'Escola Militar Alexandre, en surt al març del 1917 amb un rang d'oficial. En un dels fullets "Discussió sobre la guera", rus: Беседа о войне Besseda o voine (Moscou, 1917), descriu l'agressió alemanya i desenvolupa la idea d'una guerra fins a la victòria final. L'agost del 1917 va contreure pneumònia i va tornar a Pritkin per reposar-hi fins al 1921, mentre visitava regularment Moscou. En 1922, va ser elegit president de la secció moscovita de la Unió Russa d'Escriptors.
Després d'adondar-se de la tragèdia resultant de la revolució i la guerra civil que en va sorgir, després de la mort del seu nebot i gendre, després de ser arrestat per participar activament a "Pomgol" (organització d'ajuda als famolencs), havent gairebé mort de tifus, Zàitsev i la seva esposa decideixen abandonar Rússia per sempre.
Segueix, així, el mateix camí d'exili que Bunin, Ivan Xmeliov i tants d'altres.

### Exili
Al juny de 1922, Zàitsev, juntament amb la seva dona, es van traslladar a Berlín. Aquí va començar a treballar activament a les revistes « Sovreménnie zapiski » i « Zveno ». El setembre del 1923 Zaitsev i la seva família es van traslladar a Itàlia, al desembre i al desembre a París, on viurà prop de 50 anys. A l'octubre de 1925 es va convertir en el director de la revista de Riga « Peresvone » rus: Перезвоны ("Carilló") i, el 1927, publica les seves obres a la revista parisenca «Renaixement» rus: Возрождение Vozrojdénie.
La primavera de 1927 va estar marcada per un viatge al mont Atos, el resultat del qual va ser l'aparició d'un assajos de viatges amb el mateix nom: « Atos ».
De 1925 a 1929, es publica, a les revistes «Renaixement» rus: Возрождение Vozrojdenie i «Dies» « rus: Дни Dni, la primera part de l'escrit titulat « El rodamón », rus: Путники Putniki. Aquestes històries descriuen la vida a França.
Mentrestant, Zàitsev reuneix elements que li permeten d'escriure i publicar, posteriorment, biografies d'Turguénev, Txékhov i Vassili Jukovski, que eren els escriptors dels quals se sentia més pròxim, espiritualment parlant.
Viatja molt per França, a les ciutats de Grassa, Niça o Avinyó, de les quals trobem evocacions en els seus escrits posteriors.
En els primers anys de la Segona Guerra Mundial, Zàitsev es consagra a les publicacions en revistes i diaris. Llavors, quan França és ocupada per Alemanya, el 1940, les seves publicacions en edicions russes ja no continuen. Durant aquests anys, l'escriptor es nega a donar a conèixer les seves opinions sobre la situació política. Continua treballant i publicant, al 1945, la història "El rei David", rus: Царь Давид Tsar David.
El 1947, Zàitsev va treballar al diari parisenc Rússkaia Misl rus: Русская мысль "Pensament rus" i, el mateix any, va ser elegit president de la Unió d'Escriptors Russos a França. Aquest càrrec el mantindrà fins al final de la seva vida.
En els anys cinquanta, és membre de la Comissió de Traducció del Nou Testament a París.
L'any 1957 és un any dolorós per a l'escriptor: la seva dona pateix un accident cerebrovascular; Zàitsev passa els dies prop del llit de la seva dona i continua, al mateix temps, escrivint un diari íntim.
El 1959, comença a cooperar en l'antologia « Mosti », a Múnic, i comença a mantenir correspondència amb Borís Pasternak.
Els anys d'emigració van ser anys fructífers per a la creativitat de Zàitsev; va publicar més de 30 llibres en rus, uns 800 textos en publicacions periòdiques. Pàvel Muràtov va dedicar a Zàitsev el seu famós llibre "Imatges d'Itàlia".
A la seva mort, el 1972, fou enterrat al Cementiri rus de Sainte-Geneviève-des-Bois.

## Activitats literàries
Els seus inicis publicats daten del 1901. En 1904—1907, publica a les revistes « Pravda » ("La veritat"), « Novi put » ("Nou camí"), « Voprossi jizni » ("Qüestions de la vida"), «Toison d'or» ("Velló d'or), « Pereval » ("Pas"), i a la col·lecció « «Znànie » ("Coneixement").
Els seus relats sobre Itàlia van ser publicats a la revista « Pereval » (1907) i la revista « Literaturno-khudójestvennaia nedélia » ("Setmana literària i artística") (1907).
Va traduir Gustave Flaubert: « La temptació de Sant Antoni » (col·lecció « Znànie », llibre 16, 1907) et « Un cor simple » (a « Xipóvnik », llibre 12, 1910).
De 1913 a 1918, es llança a la traducció en prosa rítmica de l'« Infern », de « La Divina Comèdia » de Dante (publicada a parís el 1961).
La primera col·lecció d'"Històries. Llibre 1er" es va publicar a Sant Petersburg a l'editorial "Xipóvnik"(1906, 2a edició, 1908, 3a edició, 1909). En prosa, es va centrar principalment en Txékhov, la influència del qual es destaca especialment en la col·lecció "Històries. Llibre 2-I"(1909). El treball prevolucionari més significatiu és la història "Agrafena" (« Xipóvnik », llibre 4, 1908), en la qual es fa palesa la influència de la prosa de Fiódor Sologub. Va escriure també diverses peces de teatre, al principi de la seva carrera literària, entre les quals la més important és: « Usadba Lanini » rus: Усадьба Ланины ("La propietat dels Lanini") (1914).
L'estructura dramàtica i romàntica del seu teatre i les seves novel·les sovint es redueix al mínim. L'element "record" preval durant el seu període d'emigració. A « Puteixéstvie Gleba » ("El viatge de Gleb") apareix un procés anàleg al que s'utilitza per part de Bunin a « La vida d'Arséniev »; és una autobiografia oculta des de la seva infància a Kaluga fins a la seva vida a França. També és una sèrie de petites imatges de personatges episódicos.
En la mateixa línia, es pot citar « Dom v Passi » ("Una casa a Passi" - 1935), un retrat dels anys 20 a París amb immigrants russos ajudant-se mútuament en el seu exili

## Obres
Zaìtsev és, juntament amb Bunin, un representant del que la crítica marxista anomenava "la psicologia i la ideologia de la noblesa del segle xx, continuadora de la del segle XIX".
És un artista de cultura profunda i temperament contemplatiu. Va aprendre, com Bunin, de Turguénev i Txékhov; fins i tot fent de Turgenev una biografia molt reeixida. Comença amb contes naturalistes, llavors està influïda per les tendències impressionistes i romàntiques. Té, com Bunin, una gran bellesa i els seus petits contes són perfectes obres d'art. D'altra banda, està lluny del pessimisme fosc de Bunin. Es distingeix més aviat per la seva melangia i tendresa.
El seu marcat amor a l'exotisme el fa viatjar a Itàlia, Palestina i Grècia, un país que evoca en el seu llibre titulat « El Mont Atos ».
L'origen del seu realisme es remunta a la seva amistat amb Bunin i la seva admiració per Txékhov. És un escriptor "a la manera de" Txékhov i, en aquest sentit, és impressionista i realista tot alhora. Difereix, però, de Txékhov i altres realistes contemporanis pel seu optimisme. La literatura russa de l'època encara deu a Zàitsev la introducció a la narració d'un procés que consisteix a descriure la peregrinació a través dels llocs que havien marcat la seva ànima amb una empremta profunda. Les seves històries sobre el Mont Atos i sobre Itàlia són en la seva majoria llibres d'estats més que de records. Això l'allunya del realisme tradicional.
Per bé que és fidel al realisme de l'art narratiu, Zàitsev també dona obres de caràcter místic, com « La vida del benaurat Sergi de Ràdonej » rus: Житие Сергия Радонежского Jitie Serguia Radonéjkogo.
Un altre escriptor rus deixa Rússia després de la Revolució d'Octubre, com Zàitsev: és Ivan Xmeliov, l'obra del qual es pot comparar amb la de Zàitsev. També coneix la seva major activitat literària a l'estranger, a França. La nostàlgia i el misticisme, però, eren un realisme cru, que hom no troba a Zàitsev.

## Llibres
- Дальний край, 1915
- Путники, Paris, «Русская земля», 1921
- Улица св. Николая, Berlín, «Слово», 1923
- Преподобный Сергий Радонежский, Paris, 1925
- Золотой узор, Praga, 1926
- Афон. Assaig de viatges, Paris, 1928
- Анна, París, 1929
- Жизнь Тургенева. Biografia, París, 1932
- Дом в Пасси, Berlin, 1935
- Путешествие Глеба. Tegralogia:
  - 1. Заря, Berlín, 1937
  - 2. Тишина, Paris, 1948
  - 3. Юность, Paris, 1950
  - 4. Древо жизни, Nova York, 1953
- Москва, París, 1939, Múnic, 1960, 1973
- Жуковский. Biografia, Paris, 1951
- Чехов. Biografia, Nova York, 1954
- Тихие зори, Múnic, 1973
- Далёкое. Articles, Washington, 1965
- Река времён, Nova York, 1968
- Мои современники. Assaigs, Londres, 1988
- Житие Сергия Радонежского